# Thüringer Ordnungsbund
Der Thüringer Ordnungsbund war während der Weimarer Republik ein Wahlbündnis bürgerlicher und konservativer Parteien bei der Thüringer Landtagswahl 1924.

## Geschichte
Er war ein Zusammenschluss der bürgerlichen Parteien Thüringer Landbund (ThLB), Deutsche Volkspartei (DVP), Deutschnationale Volkspartei (DNVP), Deutsche Demokratische Partei (DDP), dem Vaterländischen Verband, Beamtenvertretern, Hausbesitzern, Wirtschaftspartei und dem Zentrum. Ihre Gemeinsamkeit war die Gegnerschaft zur Sozialdemokratie, die in Thüringen nach der Novemberrevolution 1918 regiert hatte, im Herbst 1923 auch in einer kurzzeitigen Koalition mit der KPD, die durch Reichsexekution aufgelöst wurde. Erich Wernick (ThLB) war der Koordinator und Geschäftsführer des Ordnungsbundes. Am 10. Februar 1924 trat dieser als Wahlbündnis bei der Landtagswahl in Thüringen mit der Losung „Das ganze Land kam auf den Hund, nun rettet nur der Ordnungsbund“ an. Dabei erreichte er einen Anteil von 48,02 % der Stimmen und 35 der 72 Sitze im Parlament. 
Die gewählten Abgeordneten des Ordnungsbundes saßen anschließend in vier verschiedenen Fraktionen (ThLB 15; DVP 10; DNVP 6; DDP 4; jeweils einschließlich Hospitanten aus kleineren Gruppierungen oder Parteilosen). Diese koordinierten ihr Verhalten in Plenum und Ausschüssen eng miteinander. Anschließend wählte der Landtag Erich Wernick zu seinem Präsidenten, was dem parlamentarischen Brauch widersprach, dass der Landtagspräsident der größten Fraktion (das war die SPD mit 17 Sitzen) angehören sollte. Zusammengerechnet waren die Ordnungsbund-Fraktionen aber doppelt so stark wie die SPD. Mangels absoluter Mehrheit ließ sich die vom Ordnungsbund gebildete Regierung (Kabinett Leutheußer I) im Landtag von den sieben Abgeordneten der Vereinigten völkischen Liste tolerieren, der Mitglieder der nach dem Hitlerputsch verbotenen Deutschvölkischen Freiheitspartei (DVFP) und der NSDAP angehörten. Thüringen war damit das erste Land der Weimarer Republik, in dem sich die Regierung auch auf Nationalsozialisten stützte.
Anschließend wurden die meisten von der abgelösten SPD/USPD/KPD-Regierung initiierten Reformen durch den Thüringer Ordnungsbund abgebrochen, so unter anderem in der Wirtschaftspolitik und der Schulbildung und das Verbot der NSDAP aufgehoben. Außerdem beugte sich der Ordnungsbund der Forderung der Völkischen, dass „die Regierung nur aus deutschblütigen, nichtmarxistischen Männern“ bestehen dürfe. Die liberale DDP, die bei der Wahl als Teil des Ordnungsbunds angetreten war, stellte kein Mitglied der Regierung. Ihr Spitzenkandidat Eduard Rosenthal war Jude. Auch der Präsident der Thüringischen Staatsbank, Walter Loeb, wurde durch antisemitische Hetze im September 1924 zum Rücktritt gezwungen. Da die DDP die enge Zusammenarbeit mit den Völkischen ablehnte, schied sie bald nach der Wahl aus dem koordinierten Block der Ordnungsbund-Fraktionen aus. Die Ordnungsbund-Regierung vertrieb 1925 das Staatliche Bauhaus aus Weimar und unterstützte völkisch-nationalistische Organisationen. 
Bei der Landtagswahl 1927 bildeten DVP, DNVP und Thüringer Landbund erneut eine Einheitsliste; die Wirtschaftspartei und die DDP traten hingegen separat an.